# Kanadische Badmintonmeisterschaft 1966
Die Kanadische Badmintonmeisterschaft 1966 fand in Québec statt. Es war die 39. Auflage der nationalen kanadischen Titelkämpfe im Badminton.

## Titelträger
| Disziplin    | Sieger                            |
| ------------ | --------------------------------- |
| Herreneinzel | Wayne Macdonnell, BC              |
| Dameneinzel  | Jean Folinsbee, AB                |
| Herrendoppel | Rolf Paterson Edward Paterson, BC |
| Damendoppel  | Marjory Shedd Dorothy Tinline, ON |
| Mixed        | Yves Paré Patricia Espley, QC     |